# 혼하치노헤역
혼하치노헤역(일본어: 本八戸駅)은 일본 아오모리현 하치노헤시에 위치한 동일본 여객철도 · 일본화물철도 하치노헤 선의 철도역이다. 섬식 승강장 1면 2선의 구조를 갖춘 고가역이다.

## 타는 곳
| 1 | ■ 하치노헤 선 | 상행 | 나가나와시로 · 하치노헤 방면 |
| 2 | ■ 하치노헤 선 | 하행 | 사메 · 구지 방면             |

## 이용 현황
| 승차 인원 추이 | 승차 인원 추이 |
| 연도           | 1일 평균       |
| -------------- | -------------- |
| 2000           | 1,841          |
| 2001           | 1,787          |
| 2002           | 1,730          |
| 2003           | 1,625          |
| 2004           | 1,529          |
| 2005           | 1,520          |
| 2006           | 1,458          |
| 2007           | 1,516          |
| 2008           | 1,507          |
| 2009           | 1,443          |
| 2010           | 1,357          |
| 2011           |                |
| 2012           | 1,260          |
| 2013           | 1,236          |
| 2014           | 1,203          |
| 2015           | 1,188          |

## 화물 취급
JR 화물의 역은 차급화물의 임시 취급역으로 되어 있지만, 화물 열차의 발착은 없고, 전용선도 접속되어 있지 않다.
JR 화물의 시설로서, 하치노헤 시 시로시타 3초메에 '혼하치노헤 역 화물 신호소'가 있다. 이 혼하치노헤역 화물 신호소는, 하치노헤 선 나가나와시로 역 - 혼하치노헤 역 간에서 분기해, 마베치 강 주변에 500m정도 북상하는 노선의 종단에 있다. 다만 2006년 6월부터 화물 열차의 발착은 없어졌고, 휴업되어 있다. 예전에는 여기서의 노선은 혼하치노헤 역부터 분기하고 있지만, 여객역의 고가화에 의해 나가나와시로 역 방향부터로의 분기로 변경되었다. 더욱이 분기점에서 혼하치노헤 역 구내의 취급으로 되어 있어, 앞에서는 장내신호기가 설치되어 있다.
이 화물 신호소에서부터, 마베치 강변을 따라 북상하는 아오모리 현영 전용선이 존재했다. 하치노헤 공업항에 있는 이 노선의 종점부터, 미군 유조소에 이르는 전용선이 분기해 미사와역에 이르는 석유수송 화물열차가 운행되고 있다. 더욱이 이전에는, 이데미쓰 흥산 · 신일본석유(현 · JXTG 에너지) · 코스모 석유 · 재팬 에너지 (현 · JTXG 에너지)의 하치노헤 유조소로의 전용선도 있어, 항로 결주 석유 수송의 거점으로 되어 있는 거 외에, 태평양 금속 하치노헤 제작소로의 전용선도 있었다.

## 역 주변
- 하치노헤 시청
- 하치노헤 상공 회의소
- 하치노헤 미술회관
- 국도 제340호선

## 인접 역
| 동일본 여객철도 하치노헤 선 | 동일본 여객철도 하치노헤 선 | 동일본 여객철도 하치노헤 선 |
| --------------------------- | --------------------------- | --------------------------- |
| 나가나와시로 하치노헤 방면  | ■ 하치노헤 선               | 고나카노 구지 방면          |